# Кофеин
Кофеи́н (также матеин, теин, гуаранин) — алкалоид пуринового ряда, бесцветные или белые горькие кристаллы. Является психоактивным веществом, содержится в кофе, чае, мате, входит в состав энергетиков и многих прохладительных напитков. Также входит в состав аптечных препаратов. Считается самым употребляемым психоактивным веществом в мире.
Кофеин содержится в растениях: кофе, чайных листьях, бобах какао, листьях падуба парагвайского (мате), гуарана[уточнить], кола и некоторых других. Он синтезируется растениями для защиты от насекомых, поедающих листья, стебли и зёрна, а также для поощрения опылителей.
У животных и человека кофеин стимулирует центральную нервную систему, усиливает сердечную деятельность, ускоряет пульс, вызывает расширение кровеносных сосудов (преимущественно сосудов скелетных мышц, головного мозга (сужает просвет мозговых артерий), сердца, почек), усиливает мочеотделение, снижает агрегацию тромбоцитов (однако в некоторых случаях отмечаются противоположные эффекты). Это связано с тем, что кофеин блокирует фермент фосфодиэстеразу, разрушающий цАМФ, что приводит к его накоплению в клетках. цАМФ — вторичный медиатор, через который осуществляются эффекты различных физиологически активных веществ, прежде всего, адреналина. Таким образом, накопление цАМФ приводит к адреналино-подобным эффектам.
В лекарственных препаратах кофеин встречается в основном в составе обезболивающих лекарств (сочетание кофеина и анальгетика помогает при острой боли, например при мигрени), как средство для лечения апноэ у недоношенных детей, а также в виде таблеток, предназначенных для поддержания бодрости (при усталости, слабости, или сонливости).

## История открытия

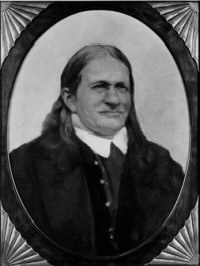
Фердинанд Рунге — первооткрыватель кофеина

Кофеин открыл в 1819 году и дал ему название немецкий химик Фердинанд Рунге.
Химическая структура молекулы кофеина была выяснена к концу XIX века Г. Э. Фишером, который также впервые искусственно синтезировал кофеин. В 1902 году он получил Нобелевскую премию по химии в том числе за эту работу.

## Химическое строение и свойства
Химическое название кофеина — 1,3,7-триметил-ксантин. В щелочной среде (при pH>9), превращается в кофеидин C7H12N4O. По строению и фармакологическим свойствам кофеин близок к теобромину и теофиллину; все три алкалоида относятся к группе метилксантинов. Кофеин лучше действует на центральную нервную систему, а теофиллин и теобромин — в качестве стимуляторов сердечной деятельности и лёгких мочегонных средств.
Кофеин, как и другие пуриновые алкалоиды, даёт положительную мурексидную реакцию, при нагревании с реактивом Несслера кофеин образует красно-бурый осадок, в отличие от теобромина, дающего в таких условиях светло-коричневое окрашивание.

## Физические свойства
Белые игольчатые кристаллы горьковатого вкуса, без запаха. Хорошо растворим в хлороформе, плохо растворим в холодной воде (1:60), легко — в горячей (1:2), трудно растворим в этаноле (1:50). Растворы имеют нейтральную реакцию; стерилизуют при +100 °C в течение 30 мин. Т пл. 234 °C.

## Фармакология
В микродозах кофеин оказывает стимулирующее воздействие на нервную систему. При длительном применении может вызывать слабую зависимость — теизм. В больших дозах вызывает истощение, а в дозах 150—200 мг на килограмм массы тела (80—100 чашек кофе за ограниченный промежуток времени, зависящий от индивидуальных, физиологических свойств организма, 1-2 часа) — летальный исход[уточнить]. Под воздействием кофеина ускоряется сердечная деятельность, поднимается кровяное давление, примерно на 40 минут улучшается настроение, за счёт высвобождения дофамина, но через 3—6 часов действие кофеина проходит: появляется усталость, вялость, снижение трудоспособности.
Физиологические особенности действия кофеина на ЦНС были изучены И. П. Павловым и его сотрудниками, показавшими, что кофеин усиливает и регулирует процессы возбуждения в коре головного мозга; в соответствующих дозах он улучшает память, концентрацию внимания, скорость реакции и повышает двигательную активность. Стимулирующее действие приводит к повышению умственной и физической работоспособности, уменьшению усталости и сонливости. Большие дозы могут, однако, привести к истощению нервных клеток. Влияние кофеина (как и других психостимулирующих средств) на высшую нервную деятельность в значительной степени зависит от типа нервной системы. Поэтому дозирование кофеина должно производиться с учётом индивидуальных особенностей нервной деятельности. Кофеин ослабляет действие снотворных и опиатов и усиливает действие психостимуляторов, повышает рефлекторную возбудимость спинного мозга, возбуждает дыхательный и сосудодвигательный центры. Сердечная деятельность под влиянием кофеина усиливается, сокращения миокарда становятся более интенсивными и учащаются. При коллаптоидных и шоковых состояниях артериальное давление под влиянием кофеина повышается, при нормальном артериальном давлении существенных изменений не наблюдается, так как одновременно с возбуждением сосудодвигательного центра и сердца под влиянием кофеина расширяются кровеносные сосуды скелетных мышц и других областей тела (сосуды головного мозга, сердца, почек), однако сосуды органов брюшной полости (кроме почек) сужаются. Диурез под влиянием кофеина несколько усиливается, главным образом в связи с уменьшением реабсорбции электролитов в почечных канальцах.
Кофеин понижает агрегацию тромбоцитов.
Под влиянием кофеина происходит стимуляция секреторной деятельности желудка.
По современным данным, в механизме действия кофеина существенную роль играет его угнетающее влияние на фермент фосфодиэстеразу, что ведёт к внутриклеточному накоплению циклического аденозинмонофосфата (цАМФ). Циклический АМФ рассматривается как медиаторное вещество (вторичный медиатор), при помощи которого осуществляются физиологические эффекты различных биогенных лекарственных веществ. Под влиянием циклического АМФ усиливаются процессы гликогенолиза, липолиза, стимулируются метаболические процессы в разных органах и тканях, в том числе в мышечной ткани и в ЦНС. Полагают, что стимуляция кофеином желудочной секреции тоже связана с увеличением содержания циклического АМФ в слизистой оболочке желудка (см. также Теофиллин, Циметидин).
В нейрохимическом механизме стимулирующего действия кофеина важную роль играет его способность связываться со специфическими «пуриновыми», или аденозиновыми рецепторами мозга, эндогенным агонистом для которых является пуриновый нуклеозид — аденозин. Структурное сходство молекулы кофеина и аденозина способствует этому. Поскольку аденозин рассматривается как фактор, уменьшающий процессы возбуждения в мозге, замещение его кофеином приводит к стимулирующему эффекту. При длительном применении кофеина возможно образование в клетках мозга новых аденозиновых рецепторов, и действие кофеина постепенно уменьшается. Вместе с тем при внезапном прекращении употребления кофеина, аденозин занимает все доступные рецепторы, что может привести к усилению торможения с явлениями утомления, сонливости, депрессии и др.

## Применение
Из-за возбуждающего свойства кофеина и физического привыкания к нему многие люди употребляют кофеиносодержащие продукты (напитки) для взбадривания. Кофе чаще всего пьют утром для быстрого восстановления бодрости после сна. Чай (чёрный, зелёный) пьют в любое время дня, обычно после еды. Поскольку чай часто пьют из-за вкуса или для утоления жажды, производятся чаи без кофеина, не имеющие (порой нежелательных) свойств возбуждения ЦНС и повышения кровяного давления. Выпускается и декофеинизированный кофе.
В медицине кофеин (и кофеин-бензоат натрия) применяют при инфекционных и других заболеваниях, сопровождающихся угнетением функций ЦНС и сердечно-сосудистой системы, при отравлениях наркотиками и другими ядами, угнетающими ЦНС, при спазмах сосудов головного мозга (при мигрени и др.), для повышения психической и физической работоспособности, для устранения сонливости. Применяют также кофеин при энурезе у детей.
Кофеин также используется как мочегонное средство.
Кофеин является действующим компонентом большинства «энергетических напитков» (в большинстве таких напитков его содержится 250—350 мг/л, но некоторые энергетические напитки, в частности изготовляемые для спортсменов, могут содержать кофеина в десятки раз больше).
Кофеин входит в состав «энергетических жевательных резинок» (в большинстве их его содержится 50—75 мг, но некоторые энергетические жевательные резинки STAY ALERT®, в частности изготовляемые для армии США, содержат кофеина до 100 мг).
Содержание кофеина в кофе — 380—650 мг/л, в растворимом кофе — 310—480 мг/л, в кофе «Эспрессо» — 1700—2250 мг/л. В напитке «Кола» около 150 мг/л кофеина. Содержание кофеина в чае варьируется в достаточно широком диапазоне — до 5—6 раз в сухом листе — в зависимости от разновидности и возраста чайного куста, времени сбора, продолжительности ферментации и других факторов. В заваренном чае содержание кофеина в существенной мере зависит от способа заваривания (продолжительность, температура воды) и также может отличаться в несколько раз. В большинстве случаев содержание кофеина в заваренном чае находится в пределах 180—420 мг/л. Продукты «без кофеина» всё равно его содержат, но в уменьшенном количестве. Так, например, чёрный декофеинизированный чай обычно содержит от 8 до 42 мг кофеина на 1 л напитка. В процессе декофеинезирования из кофе обычно удаляется от 94 % до 98 % кофеина.

### Фармакотерапевтические свойства

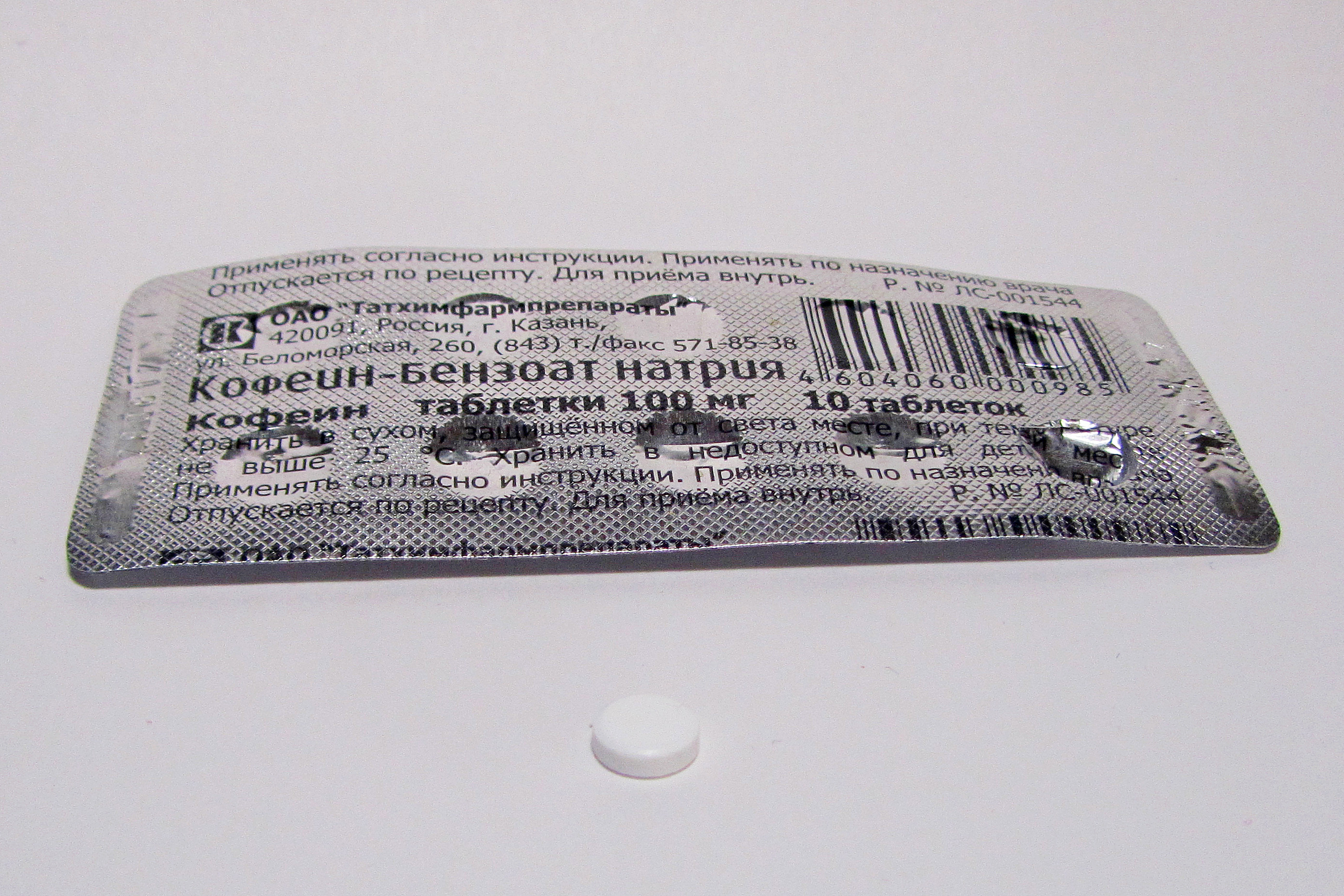
Таблетки кофеин — Бензоат натрия

В основе психостимулирующего действия кофеина лежит его способность подавлять активность центральных аденозиновых рецепторов (А1 и А2) в коре головного мозга и подкорковых образованиях ЦНС. В настоящее время показано, что аденозин (промежуточный продукт метаболизма АТФ) выполняет в ЦНС роль нейромедиатора, агонистически влияя на аденозиновые рецепторы, расположенные на цитоплазматических мембранах нейронов. Возбуждение аденозином аденозиновых рецепторов I вида (A1) вызывает в клетках головного мозга уменьшение образования цАМФ, что в итоге приводит к угнетению их функциональной активности.
Блокада А1-аденозиновых рецепторов способствует прекращению тормозного действия аденозина, что клинически проявляется повышением умственной и физической работоспособности.
Однако кофеин не обладает избирательной способностью блокировать только А1-аденозиновые рецепторы головного мозга, а также блокирует и А2-аденозиновые рецепторы. Доказано, что активация А2-аденозиновых рецепторов (скорее всего, пресинаптических гетерорецепторов) в ЦНС сопровождается подавлением функциональной активности D2 дофаминовых рецепторов. Блокада кофеином А2-аденозиновых рецепторов способствует восстановлению функциональной активности D2 дофаминовых рецепторов, что также вносит вклад в психостимулирующий эффект препарата.

### Показания
- снижение умственной и физической работоспособности;
- сонливость;
- угнетение ЦНС, сосудистой и дыхательной систем (легкие отравления опиоидными анальгетиками и снотворными средствами);
- энурез у детей;
- головная боль сосудистого происхождения.

### Побочные эффекты
Со стороны ЦНС: возбуждение, тревога, тремор (дрожание пальцев рук и ног), беспокойство, головная боль, головокружение, судороги, усиление рефлексов, повышение мышечного тонуса, тахипноэ, бессонница; при внезапной отмене — усиление процессов торможения ЦНС (утомление и сонливость).
Со стороны ЖКТ: тошнота, рвота, обострение язвенной болезни.
Со стороны сердечно-сосудистой системы: усиленное сердцебиение, тахикардия, аритмия, повышение артериального давления.

### Передозировка
Симптомы — боль в животе, ажитация, тревога, психическое и двигательное возбуждение, спутанность сознания, делирий (диссоциатив), обезвоживание, тахикардия, аритмия, гипертермия, учащенное мочеиспускание, головная боль, повышенная тактильная или болевая чувствительность, тремор или мышечные подергивания; тошнота и рвота, иногда с кровью; звон в ушах, эпилептические припадки (при острой передозировке — тонико-клонические судороги).
Кофеин в дозах более 300 мг в сутки (в том числе на фоне злоупотребления кофе — более 4 чашек натурального кофе по 150 мл) может вызвать состояние тревоги, головную боль, тремор, спутанность сознания, экстрасистолию.

### Противопоказания
Кофеин, как и другие стимуляторы ЦНС, противопоказан при повышенной возбудимости, бессоннице, выраженной гипертензии и атеросклерозе, при органических заболеваниях сердечно-сосудистой системы, в старческом возрасте, при глаукоме. Приём кофеина ускоряет рост кист у больных поликистозом.

## Психические расстройства, вызванные употреблением кофеина
Существует предположение, что кофеин в больших дозах или при хроническом злоупотреблении может вызвать психоз у здоровых людей или усилить уже имеющийся психоз у больных шизофренией.
Кофеин, теобромин, теофиллин в высоких дозах при хроническом употреблении может привести к истощению нервной системы, что может стать основой для последующего психоза.
Чаще всего описывается возникновение делирия при передозировке кофеина. Возникает наплыв ярких зрительных галлюцинаций, иногда слуховых, человек теряет ориентацию в окружающем мире. После выведения кофеина из организма память о прошедшем обычно частично либо полностью сохраняется. Некоторые больные теряют способность правильно оценивать расстояния, и предметы кажутся им расположенными ближе, чем на самом деле. Соматические нарушения, сопутствующие делирию: мидриаз, гиперемия, атаксия, тахикардия, сильная жажда, сухость кожи и слизистых, синюшность кожных покровов, иногда повышение артериального давления и повышение температуры тела. Неврологическая и соматическая симптоматика при этом имеет сходства с таковой при атропиновом отравлении.
В более тяжёлых случаях может присутствовать более глубокое помрачение сознания, сопровождаемое бессмысленным двигательным возбуждением. В этих случаях часта последующая полная амнезия и клиническая картина ближе к сумеречному помрачению сознания.
Известен случай, когда пожилая женщина, употреблявшая на протяжении двух лет по 300 граммов кофе ежедневно (около 3 г чистого кофеина), испытала психоз с дезориентировкой в окружающем пространстве, эпизодическими зрительными галлюцинациями, эйфорией, ажитацией, окончившийся смертью.
Бывают и случаи развития галлюциноза. Затяжные психозы со зрительными и слуховыми галлюцинациями при длительном злоупотреблении чаем описаны В. П. Поляковым и Уорком.
Аффективные психозы у длительно злоупотребляющих кофеином довольно редки, однако описан случай возникновения состояния, напоминающего гипоманиакальное.
Психозы с нарушением сознания при отравлении кофеином обычно длятся не более нескольких суток.
Психические и поведенческие расстройства, вызванные употреблением кофеина, кодируются в Международной классификации болезней 10-пересмотра (МКБ-10) кодом F15. При длительном злоупотреблении или при передозировке кофеин может вызвать психоз, синдромы нарушения сознания, делириозные состояния, тревожное расстройство вызванное кофеином, психоз вызванный кофеином, нарушения сна вызванные кофеином, кофеинизм.

## Получение
Ранее кофеин извлекали из отходов производства чая и кофейных зёрен. В настоящее время он производится синтетически. В промышленности кофеин синтезируют из мочевой кислоты и ксантина.
Традиционный синтез из мочевой кислоты состоит из 2 стадий:
1. Действие формамида на мочевую кислоту, в результате чего образуется ксантин.
2. На 2-й стадии ксантин подвергается метилированию диметилсульфатом, в зависимости от условий возможно получение кофеина и теобромина.

Кофеин получается в слабощелочной среде при pH 8,0—9,0. Если же метилирование происходит в присутствии KOH и метанола при 60—70 °С, то образуется теобромин.
Выход кофеина достигает в среднем 65—70 %.
Наибольшее распространение из полусинтетических методов получил метод, разработанный О. Ю. Магидсоном и Е. С. Головчинской, в котором исходным продуктом служит мочевая кислота. Метод сводится к нагреванию мочевой кислоты с уксусным ангидридом в присутствии катализатора (диметиланилин, пиридин) с образованием 8-метилксантина. Реакция протекает через промежуточное раскрытие имидазольного цикла в пуриновой системе, декарбоксилирование и отщепление уксусной кислоты по схеме:
Полученный 8-метилксантин метилируют, при этом в зависимости от условий проведения реакции могут быть получены 1,3,7,8-тетраметилксантин или 3,7,8-триметилксантин.
При метилировании 8-метилксантина избытком диметилсульфата в слабощелочной среде, получается 1,3,7,8-тетраметилксантин, а при метилировании метиловым эфиром бензол(толуол)-сульфокислоты (220—230 °С в присутствии CaO) получается 3,7,8-триметилксантин (8-метилтеобромин):

Схема синтеза кофеина из 1,3-диметилмочевины и этил-2-цианоацетата по методу Траубе

Порядок замещения в пуриновом ядре зависит от «кислотности» соответствующих атомов водорода. Атомы водорода в положениях 3,7 обладают близкой кислотностью, атом же водорода в 1-м положении обладает более низкой кислотностью. В соответствии с этим при метилировании ксантина порядок замещения — 3,7 и 1. Для получения из 8-метилкофеина и 8-метилтеобромина, соответственно, кофеина и теобромина необходимо удалить метильную группу из положения 8. С этой целью полученные три и -тетраметилпроизводные ксантина подвергают хлорированию.
Направление процесса хлорирования зависит главным образом от температурного режима проведения реакции. При температуре ниже 8—10 °С хлор замещает водород метильной группой при C8, а при температуре ~80 °С хлорируется не только CH3-группа в положении 8, но одновременно замещается на хлор один атом водорода в метильной группе у С7. При последующем гидролизе соответствующих хлорпроизводных, получается кофеин и теобромин. Схематично все эти процессы можно представить следующим образом:
Существует также синтез из циануксусной кислоты и диалкилмочевины, разработанный Морицем Траубе. Этот способ является наиболее экономичным.